# Mimi Kennedy
Mimi Kennedy (Rochester, Nueva York; 25 de septiembre de 1948) es una actriz, escritora y activista estadounidense, conocida sobre todo por sus participaciones en comedias televisivas. Coprotagonizó numerosos sitcoms antes de su papel como Ruth Sloan en Homefront (1991-1993). También trabajó como Abby O'Neil en Dharma & Greg (1997-2002). En cine, Kennedy ha actuado en varias películas como Pump Up the Volume, Erin Brockovich, In the Loop, Due Date, Midnight in Paris y The Five-Year Engagement.

## Biografía
Kennedy nació en Rochester, Nueva York, hija de Nancy Helen (de soltera Colgan) y Daniel Gerald Kennedy. Tuvo su debut teatral con los Rochester Community Players en la obra de Agatha Christie Spider Web en octubre de 1960 cuando sólo tenía doce años. Fue criada en Rochester, donde se graduó en la Our Lady Mercy School en 1966. En la década de 1970, participó en el musical Rhinegold, interpretando canciones de su amigo Jim Steinman. Cursó sus estudios universitarios en el Smith College.

### Vida personal
Kennedy y su marido, Larry Dilg, se conocieron en el primer programa de citas a computador Operation Match en 1966. Se casaron en 1978 y tuvieron dos hijos.
Kennedy ha estado involucrada en el activismo a causas progresivas, como Progressive Democrats de América, y fue la presidenta de tablero. Su memoria Taken to the Stage: The Education of an Actress fue publicado por Smith&Kraus en 1996, recibiendo numerosos elogios de la columnista Abigail Van Buren y la guionista Wendy Wasserstein, que lo llamó "una de las grandes memorias teatrales".
Fue miembro de la carta de Artists United to Win Without War y una fiel seguidora de la campaña presidencial "anti-guerra" de Dennis Kucinich. Ha trabajado en numerosas beneficencias, actividades del medio ambiente y actividades de trabajo.

## Filmografía

### Películas
| Año  | Título                    | Papel             | Notas                                                                   |
| ---- | ------------------------- | ----------------- | ----------------------------------------------------------------------- |
| 1981 | Thin Ice                  | Arlene            | película para televisión                                                |
| 1987 | Baby Girl Scott           | Jane              |                                                                         |
| 1989 | Chances Are               | Sally             |                                                                         |
| 1989 | Immediate Family          | Madre de Eli      |                                                                         |
| 1990 | Pump Up the Volume        | Marla Hunter      |                                                                         |
| 1990 | A Promise to Keep         | Annie             | película para televisión                                                |
| 1991 | Sins of the Mother        | Karen Turner      | película para televisión                                                |
| 1992 | Death Becomes Her         | Mujer 2           |                                                                         |
| 1994 | Flashfire                 | Kate Cantrell     |                                                                         |
| 1997 | Taken                     | Judy Gold         | cortometraje                                                            |
| 1997 | Buddy                     | Mrs. Bunny Bowman |                                                                         |
| 1998 | Reasons of the Heart      | Celia Barton      |                                                                         |
| 2000 | Erin Brockovich           | Laura Ambrosino   |                                                                         |
| 2007 | Man in the Chair          | Judy Kincaid      | Method Fest Independent Film Festival Award for Best Ensemble Cast      |
| 2008 | A Single Woman            | Narradora         |                                                                         |
| 2009 | In the Loop               | Karen Clark       |                                                                         |
| 2009 | The Three Gifts           | Rita Green        | película para televisión                                                |
| 2010 | Due Date                  | Madre de Sarah    |                                                                         |
| 2011 | Life of Lemon             | Louise Phillips   |                                                                         |
| 2011 | Midnight in Paris         | Helen             | Nominated — Phoenix Film Critics Society Award for Best Ensemble Acting |
| 2012 | The Five-Year Engagement  | Carol Solomon     |                                                                         |
| 2013 | Expecting                 | Dra. Grayson      |                                                                         |
| 2013 | In Sickness and in Health | Carol             |                                                                         |
| 2014 | Squatters                 | Judge Janovich    |                                                                         |

### Televisión
| Año       | Título                                 | Papel                       | Notas                                                                |
| --------- | -------------------------------------- | --------------------------- | -------------------------------------------------------------------- |
| 1978      | Getting Married                        | Jenny                       |                                                                      |
| 1979      | Family                                 | Karen                       | Episodio: "Going Straight"                                           |
| 1979      | Stockard Channing in Just Friends      | Victoria                    | 13 episodios                                                         |
| 1981      | The Two of Us                          | Nancy Gallagher "Nan"       | 20 episodios                                                         |
| 1984      | St. Elsewhere                          | Lois Wegener                | 2 episodios                                                          |
| 1984–1985 | Spencer                                | Doris Winger                | 13 episodios                                                         |
| 1985      | Robert Kennedy and His Times           | Pat Kennedy                 | miniserie                                                            |
| 1985      | Night Court                            | Patty Douglas               | Episodio: "Married Alive"                                            |
| 1986      | The Twilight Zone                      | Christie Copperfield        | Segmento "Aqua Vita" Episodio: "What Are Friends For?/Aqua Vita"     |
| 1986      | ABC Weekend Specials                   | Mrs. Gridley                | Episodio: "The Mouse and the Motorcycle"                             |
| 1986      | Tall Tales & Legends                   | Madre de Ben                | Episodio: "Davy Crockett"                                            |
| 1986–1987 | Walt Disney's Wonderful World of Color | Eloise Davis                | Mr. Boogedy Bride of Boogedy                                         |
| 1988      | Family Man                             | Andrea Tobin                | 7 episodios                                                          |
| 1989      | Tales from the Crypt                   | Distraught Woman            | Episode: "The Man Who Was Death"                                     |
| 1989      | Homeroom                               | Miss Wagner                 | 2 episodios                                                          |
| 1990      | Major Dad                              | Cassandra Loomis            | Episodio: "Standing Tall"                                            |
| 1991      | Knots Landing                          | Doris                       | Episodio: "Where There's a Will, There's a Way"                      |
| 1991      | Dinosaurs                              | Glenda Molehill (voz)       | Episodio: "Switched at Birth"                                        |
| 1991–1993 | Homefront                              | Ruth Sloan                  | 42 episodios                                                         |
| 1993      | Second Chances                         | Real Estate Agent           |                                                                      |
| 1993      | Joe's Life                             | Barbara Gennaro             | 11 episodios                                                         |
| 1994      | The George Carlin Show                 | Judith Pellegrino           | 2 episodios                                                          |
| 1995      | Bless This House                       | Mrs. Elkins                 | Episodio: "Pilot"                                                    |
| 1995      | ABC Afterschool Specials               | Elaine Marshall             | Episodio: "Fast Forward"                                             |
| 1995      | Baywatch Nights                        | Paparazzi                   | Episodio: "Pursuit"                                                  |
| 1995      | Partners                               | Shana                       | Episodio: "City Hall"                                                |
| 1996      | Dream On                               | Hillary                     | Episodio: "Second Time Aground"                                      |
| 1996      | Homicide: Life on the Street           | Dra. Kate Wystan            | Episodio: "I've Got a Secret"                                        |
| 1996      | Once You Meet a Stranger               | Connie                      | película para televisión                                             |
| 1996–1997 | Savannah                               | Eleanor Alexander           | 22 episodios                                                         |
| 1997      | Cybill                                 | Gretchen                    | Episodio: "The Wedding"                                              |
| 1997      | Pacific Palisades                      | Amy Nichols                 | 3 episodios                                                          |
| 1997–2002 | Dharma & Greg                          | Abby O'Neil                 | 119 episodios                                                        |
| 2003      | Wild Card                              | Mimi                        | Episodio: "Mimi's Assets"                                            |
| 2004      | Come to Papa                           | Barb                        | Episodio: "The Crush"                                                |
| 2005      | Strong Medicine                        | Canciller Eleanor Brubeck   | Episodio: "Differentials"                                            |
| 2005      | Cold Case                              | Elena Bistrong - 1978, 2005 | Episodio: "Bad Night"                                                |
| 2005      | Grey's Anatomy                         | Verna Bradley               | Episodio: "Bring the Pain"                                           |
| 2006      | House                                  | Greta Sims                  | Episodio: "Failure to Communicate"                                   |
| 2006      | The Young and the Restless             | Feather                     | 3 episodios                                                          |
| 2007      | Medium                                 | Helen Fitzpatrick           | Episodio: "Whatever Possessed You"                                   |
| 2007      | ER                                     | Sargento O'Malley           | Episodio: "Officer Down"                                             |
| 2007      | Cane                                   | Mary                        | Episodio: "One Man Is an Island"                                     |
| 2008      | Ghost Whisperer                        | Tracy Edmondson             | Episodio: "Home But Not Alone"                                       |
| 2009      | Rita Rocks                             | Tía Mavis                   | Episodio: "I Can't Make You Love Me"                                 |
| 2009      | Private Practice                       | Eleanor Bergin              | Episodio: "The Parent Trap"                                          |
| 2010      | No Ordinary Family                     | Susan Volson                | Episodio: "No Ordinary Mobster"                                      |
| 2011      | Retired at 35                          | Carol Fabricant             | Episodio: "Stuck in the Meddle"                                      |
| 2011      | Criminal Minds                         | Miss Rogers                 | Episodio: "Coda"                                                     |
| 2011      | Love Bites                             | Gail Rouscher               | EpisodIO: "Sky High"                                                 |
| 2012      | Scandal                                | Sharon Marquette            | Episodio: "Dirty Little Secrets"                                     |
| 2012      | Best Friends Forever                   | Marilyn                     | Episodio: "Put a Pin in It"                                          |
| 2012      | In Plain Sight                         | Joanna Stuber               | 3 episodios                                                          |
| 2012      | Drop Dead Diva                         | Juez Isabella Alexander     | Episodio: "Pick's & Pakes"                                           |
| 2012      | Up All Night                           | Sally                       | Episodio: "The Wedding"                                              |
| 2013      | Anger Management                       | Elaine                      | Episodio: "Charlie's Dad Starts to Lose It"                          |
| 2013–2014 | Veep                                   | Mary King                   | 2 episodios                                                          |
| 2013      | Mistresses                             | Dra. Susannah Ayers         | Episodio: "I Choose You"                                             |
| 2013–2021 | Mom                                    | Marjorie Armstrong          | recurrente temporada 1; principal temporada 2-presente 110 episodios |
| 2014      | Switched at Birth                      | Andrea Askowitz             | Episodio: "You Will Not Escape"                                      |
| 2015      | The Brink                              | Susan Buckley               | 4 episodios                                                          |